# Leucochrysa pretiosa
Leucochrysa pretiosa är en insektsart som först beskrevs av Banks 1910.  Leucochrysa pretiosa ingår i släktet Leucochrysa och familjen guldögonsländor. Inga underarter finns listade i Catalogue of Life.